# ウィリアム・グリムストン (初代グリムストン子爵)
初代グリムストン子爵ウィリアム・グリムストン（英語: William Grimston, 1st Viscount Grimston、出生名ウィリアム・ラッキン（William Luckyn）、1684年12月31日洗礼 – 1756年10月15日）は、グレートブリテン王国の政治家、アイルランド貴族。

## 生涯
第3代準男爵サー・ウィリアム・ラッキンとメアリー・シェリントン（Mary Sherington、メアリー・シェリントンの娘）の息子として生まれ、1684年12月31日に洗礼を受けた。1700年10月に遠戚にあたる第3代準男爵サー・サミュエル・グリムストンが死去すると、ゴーハムベリーなど多くの領地を継承して、姓を「グリムストン」に改めた。グリムストンの遺産を継承する条件が「グリムストン姓を名乗る」のほかにも「グリムストンの孫娘アンに毎年1,000ポンド（最大30年まで）を支払う」があったため、グリムストンは遺産継承を躊躇したが、兄ハーボトルの説得を受けて遺産継承に踏み切った。
1710年イギリス総選挙でセント・オールバンズ選挙区から出馬して当選、議会ではホイッグ党側で投票し、1711年12月には「スペインなくして講和なし」の動議に賛成票を投じた。1713年イギリス総選挙ではマールバラ公爵夫人サラ・ジェニングスの支持もあって再選、1714年にリチャード・スティールの庶民院追放に反対票を投じた。1719年11月29日、アイルランド貴族であるグリムストン子爵とミーズ県におけるダンボイン男爵に叙され、1720年7月15日にアイルランド貴族院議員に就任した。
その後、マールバラ公爵夫人との不和により1722年イギリス総選挙でウィリアム・クレイトンに敗れたが、2人は和解して、グリムストンは1727年イギリス総選挙で議員に返り咲いた。しかし、グリムストンがサラの孫にあたるジョン・スペンサー閣下への支持を拒否したため1734年イギリス総選挙で再び敗北、1741年イギリス総選挙では立候補しなかったがジェームズ・ウェストを支持、スペンサーのセント・オールバンズ選挙区における当選を妨害した。サラは報復として、1743年にセント・オールバンズ選挙区で行われた補欠選挙においてハンス・スタンリーを支持、グリムストンの息子ジェームズを落選させた。サラは1746年に死去、ジェームズは1754年イギリス総選挙でようやく当選を果たした。
1737年2月4日に兄ハーボトルが死去すると、準男爵位を継承した。
1756年10月19日に死去、28日にセント・オールバンズの聖マイケル教会に埋葬された。息子ジェームズが爵位を継承した。

## 劇作
1705年にThe Lawyer's Fortune, or Love in a Hollow Treeと題する劇作を出版したが、ジョナサン・スウィフト（1733年）やアレキサンダー・ポープ（1734年）など同時代の文人の笑い種になった。グリムストンは後に劇作の第2版を出版したが、やがてその劇作を流通から消そうとして、出回っているコピーを全て購入することを試みた。
1736年にグリムストンの劇作が再出版されたが、これはグリムストン自身ではなく政敵のサラ・ジェニングスによる出版であるとされる。

## 家族
1706年8月14日、ジーン・クック（Jean Cooke、1765年3月12日没、ジェームズ・クックの娘）と結婚、10男3女をもうけた。
- サミュエル（1707年12月 – 1737年6月） - 1730年11月5日、メアリー・ラヴェル（Mary Lovell、1764年9月24日没[6]、ヘンリー・ラヴェルの娘）と結婚[7]
- ジェームズ（1711年 – 1773年） - 第2代グリムストン子爵
- ハーボトル（Harbottle）[7]